# Metopius elegans
Metopius elegans är en stekelart som beskrevs av Valentina I. Tolkanitz 1985. Metopius elegans ingår i släktet Metopius och familjen brokparasitsteklar. Inga underarter finns listade i Catalogue of Life.